# جورج روبرت سميث
جورج روبرت سميث هو سياسي كندي، ولد في 17 فبراير 1860 في الولايات المتحدة، وتوفي في 20 فبراير 1922 في كندا. حزبياً، نشط في حزب كيبيك الليبرالي. وقد انتخب عضو الجمعية الوطنية في كيبك ‏.